# Quiéreme siempre
Quiéreme siempre é uma telenovela mexicana produzida por Ernesto Alonso para a Televisa e exibida pelo El Canal de las Estrellas em 1981.
Foi protagonizada por Jacqueline Andere e Juan Luis Galiardo e antagonizada por Úrsula Prats, Nubia Martí, Víctor Junco e Liza Willert.

## Sinopse
Em uma cidade, Ana María e sua prima Isabel conhecem dois jovens da capital, Guillermo e Alberto. Embora ambos se apaixonem por Ana María, ela prefere Alberto, com quem ela se casa. O pai de Alberto desfaz o casamento sem saber que Ana María está grávida. Alberto se casa com Giuliana, a mulher que seu pai escolheu. Ana María sofre de uma doença cardíaca e, quando a filha dela nasce, dizem que ela pode morrer. Desesperada, ela dá a sua filha a Isabel pedindo que ela a leve com Alberto. Acreditando Ana María morta, Alberto pede a sua esposa que adote o bebê. Giuliana cuida da garota que eles chamam de Julia e decide criá-la com sua própria filha, Evelina, fazendo as pessoas acreditarem que são gêmeas. Ana María, já recuperada, tenta recuperar sua filha, mas Alberto e sua família partiram para a Europa. Ana María tem a sorte de conhecer Claudio, um famoso pianista que a quer como estudante e como esposa. Já se casaram, atravessam a Europa, mas depois de quinze anos de busca mal sucedida, eles retornam ao México. Lá você encontrará Alberto e Ana María terá que adivinhar qual dos gêmeos é sua filha.

## Elenco
- Jacqueline Andere - Ana María
- Juan Luis Galiardo - Alberto
- Jorge Vargas (ator) - Guillermo
- Úrsula Prats - Giuliana
- Nubia Martí - Isabel
- Nerina Ferrer - Emma
- Victoria Ruffo - Julia
- Gabriela Ruffo - Evelina
- Héctor Gómez - Maestro Liberman
- Servando Manzetti -  Fernando
- Eduardo Yáñez - Carlos
- Antonio Medellín - Doctor Alejandro
- Liza Willert - Gudelia
- Fortino Salazar - Andrés
- Guillermo Aguilar - Gastón
- Rosa Gloria Chagoyán -  Ivette